# Chworstno (przystanek kolejowy)
Chworstno – nieczynny przystanek stargardzkiej kolei wąskotorowej w Studnicy, w województwie zachodniopomorskim, w Polsce. Przystanek został zlikwidowany po 1956 roku.